# Procordulia sambawana
Procordulia sambawana – gatunek ważki z rodziny szklarkowatych (Corduliidae).